# Rio Coacăza
O Rio Coacăza é um rio da Romênia, afluente do Tazlăul Sărat, localizado no distrito de Bacău.